# Alekséievka (Oriol)
Alekséievka — Алексеевка (rus) — és un poble de l'óblast d'Oriol, a Rússia, segons el cens del 2010 tenia 29 habitants. Pertany al districte municipal de Verkhóvie.